# 泰常
泰常（416年四月—423年十二月）是北魏明元帝拓跋嗣的年號，歷時7年餘。八年十一月太武帝拓拔燾即位沿用。

## 改元
- 神瑞三年——四月初五日，大赦天下，改元泰常元年。[2][3][4]
- 泰常八年——十一月初六日，魏明元帝崩；九日，太武帝拓拔燾即位。[5]
- 始光元年——正月，改元始光元年。[6]

## 紀年對照表
| 泰常 | 元年  | 二年  | 三年  | 四年  | 五年  | 六年  | 七年  | 八年  |
| ---- | ----- | ----- | ----- | ----- | ----- | ----- | ----- | ----- |
| 公元 | 416年 | 417年 | 418年 | 419年 | 420年 | 421年 | 422年 | 423年 |
| 干支 | 丙辰  | 丁巳  | 戊午  | 己未  | 庚申  | 辛酉  | 壬戌  | 癸亥  |

## 同期存在的其他政权年号
- 中國
  - 义熙（405年－418年）：東晉—晋安帝司马德宗的年号
  - 元熙（419年－420年）：東晉—晋恭帝司马德文的年号
  - 永初（420年－423年）：南朝宋—宋武帝刘裕的年号
  - 景平（423年－424年）：南朝宋—宋少帝刘义符的年号
  - 弘始（399年－416年）：后秦政权—姚兴之年号
  - 永和（416年－417年）：后秦政权—姚泓之年号
  - 更始（409年－412年）：西秦政权—乞伏乾归之年号
  - 永康（412年－419年）：西秦政权—乞伏炽磐之年号
  - 建弘（420年－428年）：西秦政权—乞伏熾磐之年号
  - 太平（409年－430年）：北燕政权—冯跋之年号
  - 建初（405年－417年）：西凉政权—李暠之年号
  - 嘉兴（417年—420年）：西涼政权—李歆之年号
  - 永建（420年－421年）：西凉政权—李恂之年号
  - 永安（401年－412年）：北凉政权—沮渠蒙逊之年号
  - 玄始（412年－428年）：北凉政权—沮渠蒙逊之年号
  - 龙升（407年－413年）：夏政权—赫连勃勃之年号
  - 凤翔（413年－418年）：夏政权—赫连勃勃之年号
  - 昌武（418年－419年）：夏政权—赫连勃勃之年号
  - 真兴（419年－425年）：夏政权—赫连勃勃之年号
  - 建平（415年－416年）：白亚栗斯、刘虎之年号

## 深入閱讀
- 李崇智. . 北京: 中華書局. 2004年12月. ISBN 7101025129.
- 鄧洪波. . 臺北: 國立臺灣大學東亞經典與文化研究計劃. 2005年3月  [2021-12-07]. ISBN 9789860005189. （原始内容 (pdf)存档于2007-08-25）.